# Florin Opritescu
Florin Ioan Opritescu (Timișoara, Rumanía, 21 de septiembre de 1979-Barcelona, 26 de noviembre de 2021) fue un actor hispano-rumano que desarrolló su carrera profesional en España, donde fue conocido por diversos papeles secundarios, como el de Vlad Dragic en la segunda temporada de la serie Mar de plástico.
Florín Opritescu interpretó a Vlad Dragici, un cruel mafioso de la antigua Yugoslavia dispuesto a cualquier cosa por dinero, en la segunda temporada de la serie española Mar de plástico. La serie, creada por Juan Carlos Cueto, Alberto Manzano, Rocío Martínez Llano y Pablo Tébar, fue emitida por Antena 3 durante 2015 y 2016 y a disposición bajo demanda en el portal Netflix.
También, bajo las órdenes de Mar Olid, participó en la serie producida por La Competencia titulada Ella es tu padre, en la que interpretó al personaje de Arsenio. Interpertó al ladrón Petrovic en la 2ª temporada de Servir y proteger y a Kiko en la serie Astrapace.

## Biografía
Hijo de Floricunta Opritescu y Ioan Opritescu, nació en la población rumana de Timișoara. Su padre fue uno de los ingenieros de construcción que llevó a cabo la obra de la casa Poporului (Palacio del Parlamento Rumano) de Bucarest. Florin realizó sus estudios en el Colegiul Banatean y en el instituto Liceul Sportiv Banatul. 
Desde niño ya mostraba inquietudes artísticas, por lo que, solamente con 6 años, su madre decidió llevarle a la escuela musical Flores, dirigida por Giovani Matasaru, en la que se formó durante cinco años y aprendió a cantar y a tocar la guitarra.
Aficionado al deporte, cuando cumplió nueve años y con la ayuda de su padre, entró en la escuela de fútbol Sarbianca Giuchici. Poco después, ya alternaba los entrenamientos de fútbol con clases de bádminton y sesiones de kick boxing. Una lesión durante un partido de futbol, en la que se rompió el menisco, le obligó a dejar de jugar, con quince años. 
A partir de entonces decidió centrarse en los estudios. Estudió Ciencias económicas en la Universidad Politécnica de Timișoara y, al mismo tiempo, se formó como agente de aduanas en la Universidad de Vamesi, una universidad privada, también de Timișoara. 
A los veintiún años, en 2000, dejó los estudios y emigró a España. Comenzó trabajando como cocinero en el restaurante Eterna, durante cinco años y donde conoció a Rosi, una mujer brasileña con la que se casó y tuvo a sus hijos Luca Florin (2003) y Luana Marie (2008). Junto a Rosi, abrió un restaurante especializado en comida rumana, brasileña y catalana, que abandonarían un año después.
Trabajó en la construcción, pintando y construyendo con "pladur" durante cinco años. Con treinta años de edad, decidió dedicarse al cine.
Empezó haciendo pequeños trabajos como figurante. Conoció a la directora de casting de origen irlandés Luci Lenox e ingresó en su estudio, el Frank Stein Studio. Allí comenzó a formarse como actor de forma profesional, realizó cursos de todo tipo y en distintos idiomas, impartidos por profesionales como Nancy Bishop, Mel Churcher, Paul Weber, David Victori, Steve Daly o Enric Folch, entre otros.

## Muerte
Murió en Barcelona en 2021, a consecuencia de la leucemia que le había sido diagnosticada un año antes.

## Filmografía

### Largometrajes
| Año  | Título                  | Personaje    | Director                               |
| ---- | ----------------------- | ------------ | -------------------------------------- |
| 2013 | Leaving Hotel Romantic  | Eduard       | Bikash Rai, Omar Vasquez, Joan Álvarez |
| 2014 | Dos a la carta          | Mr Balanescu | Robert Bellsolà                        |
| 2014 | Born                    | Miquel       | Claudio Zulían                         |
| 2016 | Villaviciosa de al lado | Constantin   | Nacho G. Velilla                       |
| 2017 | "Plan de fuga"          | Damir        | Iñaki Dorronsoro                       |
| 2017 | El cuaderno de Sara     | Davor        | Norberto López Amado                   |
| 2017 | El desentierro          | Leandro      | Nacho Ruíperez                         |
| 2019 | Superagente Makey       | Kolya        | Alfonso Sánchez                        |
| 2021 | Bajocero                | Mihai Lungu  | Luís Quílez                            |

### Cortometrajes
| Año  | Título           | Director           |
| ---- | ---------------- | ------------------ |
| 2013 | Café Milonga     | Jo Ann Arpin       |
| 2013 | Leila+Morris     | Giovanni Smets     |
| 2016 | Bad Beat         | Oriol Montoliu     |
| 2017 | Hiperion         | Rubén Jiménez Sanz |
| 2017 | Emilia           | Cristina Guillén   |
| 2017 | 72%              | Lluís Quilez       |
| 2017 | The conservation | Adam Ethan Crow    |
| 2018 | Ophelia          | Marc Ortiz         |

### Series de Televisión
| 2019 | La Unidad             | William  | Movistar+           |                                                                    |      |                 |      |          |
| 2019 | Caronte               | Valeri   | Amazon Prime Video  |                                                                    |      |                 |      |          |
| 2019 | No te puedes esconder | Maxin    | Telemundo y Netflix |                                                                    |      |                 |      |          |
| 2018 | Snatch                | Santiago | Sony Crackle        |                                                                    |      |                 |      |          |
| 2018 | Servir y proteger     | Petrovic | La 1                |                                                                    |      |                 |      |          |
| 2017 | Ella es tu padre      | Arsenio  | Telecinco           | 2017 - 2019 Astrapace Kiko España tv Netflix la 7 región de murcia | 2016 | Mar de Plástico | Vlad | Antena 3 |